# Cole Figueroa
Pour les articles homonymes, voir Figueroa.
Stephen Cole Figueroa (né le 30 juin 1987 à Tallahassee, Floride, États-Unis) est un joueur de champ intérieur qui a joué en Ligue majeure de baseball de 2014 à 2016.

## Carrière
Joueur d'arrêt-court des Gators de l'université de Floride, Cole Figueroa est repêché en 6e ronde par les Padres de San Diego en 2008. Il joue trois ans en ligues mineures dans l'organisation des Padres. Le 17 décembre 2010, San Diego échange Figueroa et trois lanceurs, Adam Russell, Cesar Ramos et Brandon Gomes, aux Rays de Tampa Bay en retour du joueur d'arrêt-court Jason Bartlett. Alors qu'il amorce sa 4e année en ligues mineures avec des clubs affiliés aux Rays, et sa 3e saison avec le club-école Triple-A de Durham, Figueroa obtient sa première chance au plus haut niveau. Il fait ses débuts dans le baseball majeur avec Tampa Bay le 16 mai 2014. En 23 matchs des Rays en 2014, il maintient une moyenne au bâton de ,233 avec 10 coups sûrs, dont deux doubles et un triple, et 6 points produits. Son premier coup sûr dans les majeures est un simple aux dépens du lanceur Sonny Gray des A's d'Oakland le 22 mai 2014.
Il joue deux matchs des Yankees de New York en 2015 et rejoint les Pirates de Pittsburgh avant la saison 2016.
Figueroa peut évoluer à l'arrêt-court, au deuxième but et au troisième but, fait ses débuts au deuxième coussin pour les Rays, face aux Angels de Los Angeles.

## Vie personnelle
Cole Figueroa est un Américain de descendance dominicaine. Son père Bien Figueroa, né en République dominicaine, a joué 12 matchs comme joueur d'arrêt-court et de deuxième but des Cardinals de Saint-Louis de la Ligue majeure de baseball en 1992.